# ジョージ・シェルドリック
ジョージ・ミカエル・シェルドリック（英: George Michael Sheldrick、1942年11月17日 - 2025年2月20日）は、分子構造決定を専門とするイギリスの化学者、結晶学者。この分野で最も引用されている研究者の一人であり、2020年時点で彼の論文は28万件以上引用され、h指数は113である。1978年から2011年に退職するまで、ゲッティンゲン大学の教授を務めた。

## 幼少期
1942年11月17日にイングランドのハダースフィールドで生まれた。当時男子校だったハダースフィールド・ニュー・カレッジで教育を受けた。そこで9つのOレベル、6つのAレベル、2つのSレベルを修了した。Aレベルでは化学、数学、物理学で優秀な成績（最高成績）を修めた。
ケンブリッジ大学ジーザス・カレッジで自然科学を学ぶための主要な奨学金を得た。最終学年では化学を専攻した。1963年に第一級学士号を取得し卒業した。ケンブリッジ大学に残り、エブリン・エブスワースの指導の下、大学院での研究に取り組んだ。彼は1966年に博士号を取得した。論文のテーマは核磁気共鳴分光法を用いた無機水素化物の研究であり、タイトルは「N.M.R. Studies of Inorganic Hydrides（無機水素化物のNMR研究）」だった。

## 経歴
1966年、ケンブリッジ大学ジーザス・カレッジのフェローに選出された。ケンブリッジ大学で学者として在学中、化学部でも教鞭をとった。1966年から1971年まで同大学のデモンストレイター、1971年から1978年まで講師を務めた。
1978年、ゲッティンゲン大学に着任した。無機化学の教授を経て、構造化学の教授となった。2011年にアカデミアを引退し、ニーダーザクセン教授（IE名誉教授）に任命された。
2025年2月20日に死去。

## 研究
X線回折による分子構造決定を専門としている。SHELXプログラムの開発リーダーであり、オンラインで自由に利用できる。2011年に、ShelXleと呼ばれるSHELX精密化のためのグラフィカルユーザーインターフェースがリリースされた。

## 私生活
1968年7月13日、キャサリン・エリザベス・ハーフォードと結婚した。二人の間には4人の子供がいる。
弟のウィリアム・S・シェルドリック（1945 - 2015）は、2010年に退職するまでドイツのボーフムにあるルール大学で分析化学の教授を務めた。

## 受賞歴
- 1970年 王立化学会メルドラ賞（英語版）
- 1978年 王立化学会コーディー・モーガン賞
- 1988年 ドイツ研究振興協会ゴットフリート・ヴィルヘルム・ライプニッツ賞
- 1999年 ドイツ結晶学会カール・ヘルマン賞
- 2001年 王立協会フェロー
- 2004年 ヨーロッパ結晶学会マックス・ペルッツ賞
- 2009年 スウェーデン王立科学アカデミーグレゴリー・アミノフ賞
- 2011年 国際結晶学連合エワルド賞
- 2018年 トムソン・ロイター引用栄誉賞